# Арета (дочь Дионисия)
Арета (др.-греч. Ἀρετή; начало IV века до н. э., Сиракузы — не ранее 353 года до н. э., Ионическое море) — дочь тирана Сиракуз Дионисия Старшего, жена своего дяди по матери Диона. Когда Дион попал в опалу к единокровному брату Ареты Дионисию Младшему (на тот момент тирану Сиракуз) и был изгнан, Арету насильно выдали замуж за телохранителя Дионисия Тимократа. Впоследствии Дион смог захватить власть в городе. Он простил жену и принял её обратно. Через несколько лет Диона убили, а беременная Арета попала в тюрьму. После освобождения её приютил один из друзей Диона Гикет. Арета погибла на пути в Пелопоннес (по одной из версий, была убита по приказу Гикета).

## Биография
Семья
Арета была дочерью сиракузского тирана Дионисия Старшего и Аристомахи, дочери Гиппарина. Соответственно её полнородными братьями были Гиппарин и Нисей, а единокровным братом (от другой жены отца, Дориды) — Дионисий Младший. Дата рождения Ареты неизвестна, но свадьбу её родителей антиковеды датируют примерно 398 годом до н. э.. Когда девушка достигла брачного возраста, отец выдал её замуж за своего брата Феарида. После того как Арета овдовела, она стала женой другого своего дяди, на этот раз со стороны матери, — Диона.
В браке с Дионом
Во втором браке Арета в промежутке между 370 и 368 годами до н. э. родила сына Гиппарина. Жизнь женщины кардинально изменилась после смерти Дионисия Старшего (367 год до н. э.). Её супруг попал в опалу к новому тирану Дионисию Младшему и был выслан с Сицилии либо сам ушёл в изгнание. Арета осталась в Сиракузах, и Дионисий против её воли при живом супруге выдал её замуж снова — за своего телохранителя Тимократа. Сына Ареты, по данным Корнелия Непота, специально воспитывали таким образом, чтобы привить ему несовместимые со статусом правителя пороки и чтобы он не был источником опасности для тирана: ему «приводили девок, закармливали его лакомствами, опаивали вином и не давали возможности протрезвиться».

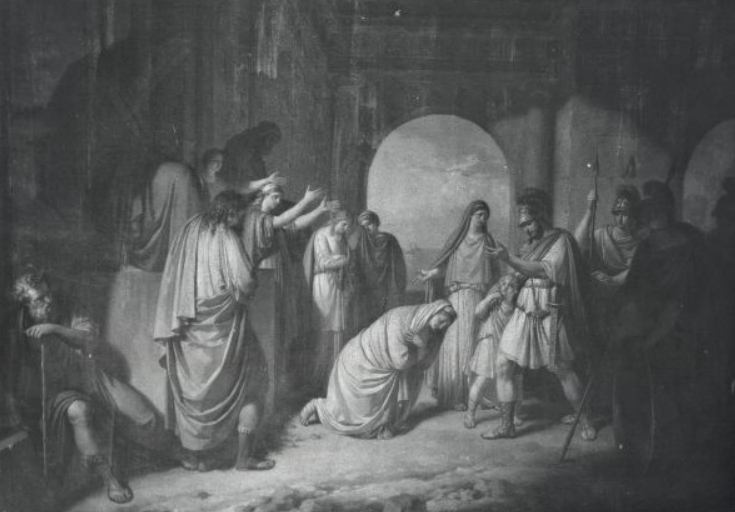
«Арета просит прощения у Диона». Франц Коциг

В 357 году до н. э. Дион с отрядом наёмников вернулся на Сицилию и начал войну против Дионисия. Он осадил тирана в Ортигии, причём в числе осаждённых оказались и Арета с сыном и матерью. В одном из отправленных Диону писем Дионисий пригрозил, что расправится с членами его семьи, но осада несмотря на это продолжилась. Тиран смог бежать из крепости, оставив во главе обороны своего сына Аполлократа (тот приходился Арете племянником не только по отцу, но и по матери, Софросине). Наконец, в 355 году до н. э. Ортигия капитулировала. Когда Дион увидел свою жену, та, по словам Клавдия Элиана, «от стыда закрывала лицо покрывалом и не смела заговорить с Дионом как с супругом, ибо подчинилась чужой воле и не соблюла супружеской верности», но Аристомаха убедила брата и зятя, что Арета была принуждена к третьему браку. После этого семья воссоединилась.
Теперь Дион встал во главе Сиракуз. Однако дальнейшая жизнь Ареты была несчастливой: её сын Гиппарин, которого отец захотел отвадить от вредных привычек, покончил с собой, прыгнув вниз головой с крыши, а былой друг Диона Каллипп организовал заговор против него. Арета и Аристомаха узнали об этом заговоре и заставили Каллиппа торжественно поклясться, что он не будет ничего предпринимать против их семьи. Этого оказалось недостаточно: Каллипп подослал к Диону убийц и стал новым тираном Сиракуз (в 354 году до н. э.). Арету (на тот момент беременную) бросили в тюрьму вместе с матерью. Там она родила мальчика. Стражники сохранили ребёнку жизнь и разрешили матери оставить его при себе.
После смерти Диона
В 353 году до н. э. власть в Сиракузах захватил брат Ареты Гиппарин. Арета с ребёнком и Аристомаха получили свободу и нашли временный приют у бывшего друга Диона Гикета. Позже они отправились в Пелопоннес, но в пути погибли. Плутарх пишет, что Гикет приказал экипажу корабля, на котором плыли женщины, убить их и бросить тела в море; в том числе за это в 338 году до н. э. Народное собрание Сиракуз приговорило Гикета к смерти вместе с семьей. Антиковед Гельмут Берве в связи с этим отмечает, что сохранившаяся информация о Гикете восходит к «тираноборческому преданию», и относиться к ней надо с осторожностью.
Ребёнок Ареты, согласно одной из версий, изложенных у Плутарха, погиб вместе с ней. Платон в двух письмах, датированных 353/352 годом до н. э., упоминает сына Диона как живого на тот момент примерно 20-летнего юношу (в одном из писем фигурирует и имя — Гиппарин). В связи с этим антиковеды обратили внимание на альтернативное имя Гиппарина, фигурировавшее у Тимея, — Аретей, в честь матери. Существует предположение, что в источниках возникла путаница: в начале супружеской жизни Арета родила Диону двух сыновей, Аретея и Гиппарина, и с собой покончил первый из них, тогда как второй пережил и отца, и мать.

## В культуре
Пребывание Ареты в тюрьме стало темой для картины французского живописца Жана-Шарля Перрина. Южноафриканская писательница Мэри Рено в романе «Маска Аполлона» вложила в уста своего героя, актёра Никерата, описание встречи Ареты с мужем в день капитуляции Ортигии:

Тимонид, которого я видел перед самым отъездом, рассказал мне, как Дион входил во дворец, и как его встречала мать, ведя его сына за руку. Позади них шла жена его; седеющая женщина, в слезах; смотрелась как чужая. С тех пор как её последний муж бежал перед Дионом, она так и жила в Ортигии; женой обоих — и никого. Его мать, благородная старая дама с тонкой фамильной костью, — кроме кости в ней почти ничего и не оставалось, — вывела эту беднягу за руку и спросила, хочет ли Дион принять её как родственницу, на что она имела право по рождению, или как жену, которой она всегда была в душе своей. Дион повёл себя прекрасно. <…> Он нежно обнял её и поцеловал, вверил мальчика её попечению, и с честью ввёл в свой дом.
— Мэри Рено. Маска Аполлона, глава 22.